# Kunststoffenindustrie in België
In België is de kunststofproductie vooral geconcentreerd in de buurt van de olieraffinaderijen en aanverwante industrieën in Antwerpen. Tevens zijn er vestigingen in Wallonië, die gevoed worden via ondergrondse pijpleidingen. De petrochemie ontstond als toepassing van de organische scheikunde. De basisgrondstoffen waren voor de Eerste Wereldoorlog vooral steenkool en teer en na de Tweede Wereldoorlog vooral aardolie en in mindere mate aardgas.
Hoewel plastics een grote toegevoegde waarde gehad hebben vanaf de 2e helft van de 20e eeuw, is er steeds meer weerstand vanaf het begin van de 21e eeuw vanwege de milieu-impact.

## Geschiedenis

### 1850-1940

Céline Swarts en Leo Baekeland voor het Witte Huis op 24 april 1924

De eerste kunststoffen ontstonden vanaf 1850 eigenlijk uit natuurlijke grondstoffen: nitrocellulose (celluloid film in 1888-89), gutta-percha (een natuurlijke plastic om de internationale telegrafiekabels te beschermen in 1886), shellac (een natuurlijk product van de lakschildluis) voor diverse toepassingen als b.v. fonoplaten, vulkanisatie van natuurlijk rubber (fiets- en autobanden) en kunstzijde.
In de eerste helft van de 20e eeuw heeft bakeliet, een uitvinding van Leo Baekeland in 1909, een grote rol gespeeld. Het was het eerste kunstmatige polymeer. Het was stevig, niet brandbaar, gemakkelijk in mallen te persen, het is licht, sterk, corrosievast, het geleidt geen elektriciteit en was goedkoop en in massa te produceren met eenvoudige grondstoffen. Het is ongevoelig voor olie en bestand tegen koude en hitte.  Het is een thermoharder en vormvast: bij verhitten breekt het i.p.v. te vervormen. Een nadeel is dat thermoharders moeilijk te recycleren zijn. Het had belangrijke toepassingen in de autoindustrie, als elektrisch materiaal (schakelaars, stopcontacten, schakelkasten) en in het huishouden (telefoontoestellen, radio’s, het inwendig onderdeel van een benzinepomp en zelfs WC-brillen en doodskisten). Het was meestal bruin-zwart, maar er waren b.v. ook gekleurde biljartballen… (wit, rood, blauw, groen). In de periode 1919-1938 werden de grote industrieën ontwikkeld. In 1924 startte de productie van bakeliet in de Usines Vynckier Frères et Cie.

### 1940-1945
Oorlogen vergen dikwijls de inzet van nieuwe technieken als gevolg van een tekort aan grondstoffen of de noodzaak voor nieuwe technieken in de oorlogvoering. “We Borrowed Their Nylons to Make Tires for the Navy” was een gekende slogan van het Amerikaanse leger om een tekort aan rubber aan te vullen met afval van nylonkousen. In de Tweede Wereldoorlog werden nylon parachutes ontwikkeld en plexiglas als koepel in de cockpit van gevechtsvliegtuigen. Shellac werd gebruikt voor de productie van 78-toeren grammofoonplaten en werd vanaf het einde van de Tweede Wereldoorlog, als gevolg van de inzet van Amerikaanse soldaten, vervangen door vinyl 45-toerenplaten. Tupperware werd een heel succesvolle huishoudelijke toepassing vanaf 1945, vanwege de introductie van huisparties. 

### 1945-1970
Na de Tweede Wereldoorlog werd de petroleumindustrie belangrijker dan de steenkoolnijverheid. In 1945 wilde Achille Van Acker met de kolenslag de steenkoolontginning alsnog te heractiveren om de (staal)nijverheid te ondersteunen. De raffinage van ruwe aardolie produceert in de eerste plaats petroleum, benzine, kerosine, diesel, zware stookolie en teer. Als nevenproducten worden nog andere moleculen aangemaakt zoals etheen (polyethyleen) en propeen (polypropyleen). Op zijn beurt vormen deze de basisgrondstoffen voor plastic in alle vormen, kleuren en flexibiliteit. Philite werd bij Philips ontwikkeld voor de productie van radio- en televisietoestellen. Legoblokjes zijn een gekend kinderspeelgoed uit de jaren 1960. 

### 1970-21e eeuw
Plastic vindt toepassing in de bouw en de industrie, als verpakkingsmateriaal, keukengerei (Tupperware) en onder vele andere vormen zoals PVC, PET en teflon. Kunststoffen worden gebruikt in de geneeskunde (hartkleppen en kunstaders), de elektronica- en computerindustrie, in lijm, smeermiddelen, textiel (nylon, polyester), verven (acryl) en ook als isolatiemateriaal (polystyreen, polyurethaan) en dakbedekkingen.
Koolstofvezelcomposieten waren initieel duur, maar braken eerst door in de lucht- en ruimtevaart vanwege gewichtsbesparing, meer nuttige lading, minder brandstofverbruik en een verbetering van de prestaties. Vanaf 1985 werd het goedkoper en meer algemeen gebruikt.
Polyester wordt vooral toegepast in textiel en de bouw. Vanaf de jaren 1980 volgden biodegradeerbaar plastic en plastic LEDs.

## Neveneffecten

### De consument en marketing

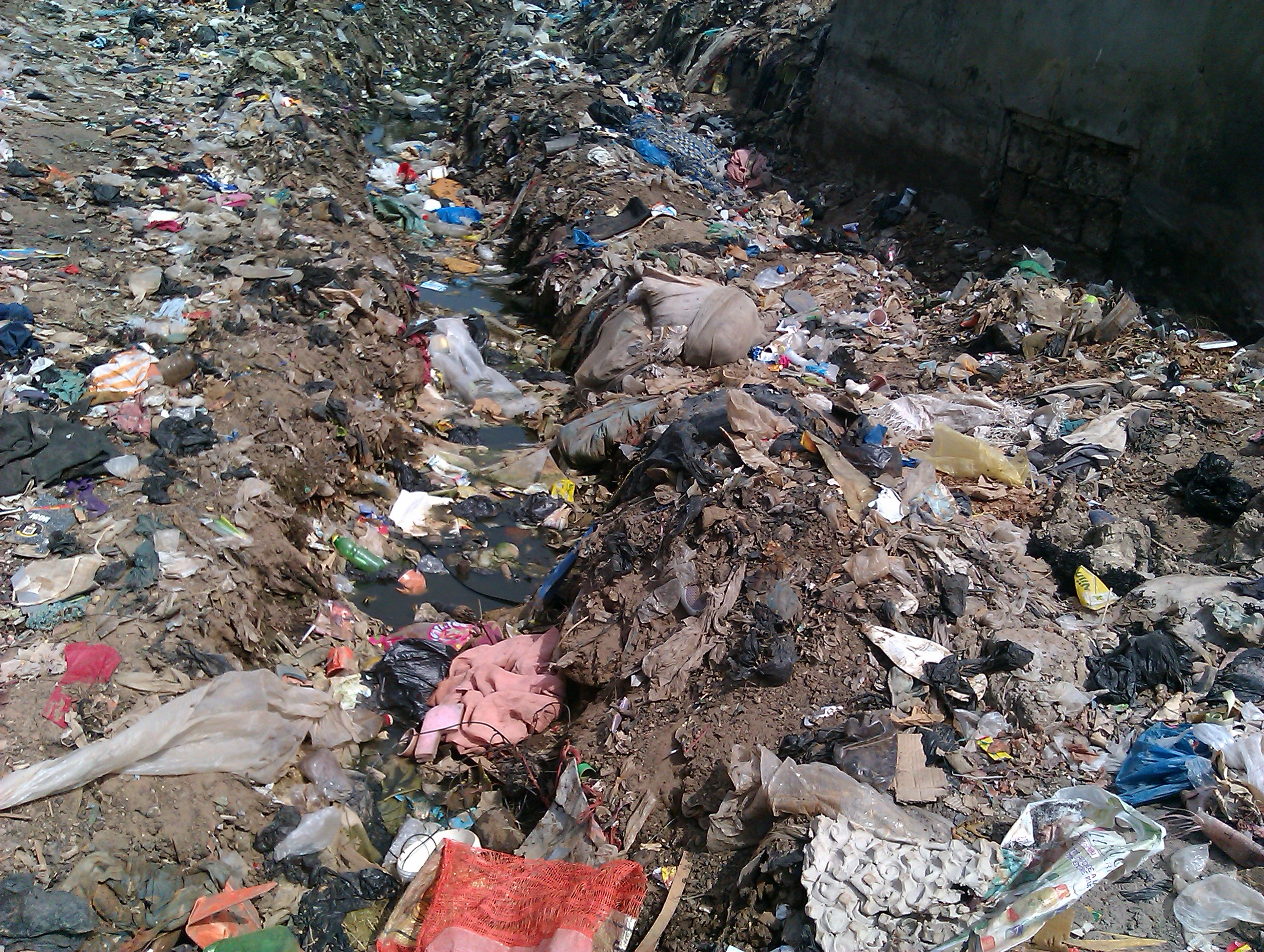
Wereldwijde milieuschade en plastic soup in de oceanen is een groot milieuprobleem

Door de voorkeur van de consument waren bepaalde producten zoals plastic bierflesjes toch geen succes. De hoelahoep was ooit goed voor een derde van de wereldproductie van polyethyleen. Laddervrije nylonkousen (panties) konden technisch worden geproduceerd, maar werden niet op de markt gebracht omdat dit een negatieve invloed had op de omzet.

### Impact op het milieu
De kunststoffenindustrie heeft een heel grote negatieve impact op de natuur: plastic vergaat niet en tijdens de productie en na het gebruik worden broeikasgassen uitgestoten. Door veroudering verweert plastic en breekt het in kleine stukjes (microplastics), wat extra bijdraagt aan de verspreiding en de recyclage bemoeilijkt. Door pollutie ondervindt de zeefauna fatale gezondheidsproblemen (inslikken van plastic deeltjes waardoor het verteringskanaal verstopt). Toch zijn thermoplasten gemakkelijker te recycleren. Vlaanderen recycleerde in 2022 bijna 40% van de plasticafval.
Maatregelen om milieuproblemen te vermijden:
- sorteren van PMD;
- herbruik en recyclage van verpakkingen;
- biodegradeerbare verpakkingen.

Er is discussie of papierzakken het afval van plastiekzakken kunnen verminderen. Maar het blijkt dat de papierproductie veel meer impact heeft op het milieu, op voorwaarde dat plastic wordt herbruikt of gerecycleerd. Plastic zou ook efficiënter zijn om b.v. groenten en fruit te verpakken, gemakkelijker te vervoeren en langer te kunnen bewaren.

## Regionale productie
- ACEC, elektrisch materiaal In Charleroi
- Beaulieu (textiel)
- Bonneterie en panties Bosteels in Aalst
- DuPont in Mechelen en Braine l'Alleud
- Etheen-leiding Antwerpen-Feluy[11]
- Formica-fabriek in Tielt[12]
- INEOS België, ethaangaskraker, productie van propeen in Zwijndrecht
- olefinen in Feluy
- Philips België (Philite en led-verlichting)
- Polypea in Pecq-Warcoing
- Teco in Dendermonde
- TotalEnergies in Feluy
- Tupperware in Aalst (gesloten in 2025)
- Vynckier (Vyncolit) in Gent